# Veselská rozhledna
Veselská rozhledna (nebo také Rozhledna na Veselí u Oder) je stavba na kótě 547 m n. m. u vrcholu Veselského kopce (557 m n. m.). Je umístěna jihozápadně od města Odry a východně od obce Veselí u Oder ve Vítkovské vrchovině. Rozhledna vznikla v projektu Stezka rozhleden a vyhlídkových míst Euroregionu Silesia – II. etapa (během stejné části etapy byly vybudovány rozhledny Slatina, Šibenice u Stěbořic a Gmina Bavorov. Kvůli tomuto projektu vznikla už druhá rozhledna v okolí města Oder (první je rozhledna Olšová u Pohoře) a obě tyto rozhledny personalizují ve svém tvaru strážní věž, kterou má město Odry ve znaku. Rozhledna je přístupná celoročně a zdarma.

## Stavba
Věž rozhledny je stavba z černě mořeného dubového dřeva. Konstrukce je podepřena ocelovými výztužemi. Podstavec rozhledny je betonový, má asi čtyři metry a je obsypán hlínou ve tvaru umělého návrší a na ní je vrstva břidlice. Skrz tento podstavec vede průchod. Na betonový podstavec vede 16 schodů, na „dřevěnou“ rozhlednu pak dalších 28. Břidlice je také použita na střeše. Stavba věže začala v červenci 2018 a byla dokončena v listopadu 2018, pro veřejnost byla otevřena v březnu 2019. Někdy uváděno jako 8. dubna 2019. Celková výška rozhledny je 13,9 metru a vyhlídková plošina je umístěna ve výšce 9,5 metru. Autorem projektu je Lumír Moučka z Moravské Třebové a na části projektové dokumentace se podílela firma Agral Plast z Liberce (dělala projekce základu a schodiště, také statický posudek a stavebně konstrukční řešení). Vybudování rozhledny stálo 2,9 milionu korun bez DPH a zhotovitelem byla Teplotechna Ostrava. Asi polovinu nákladů pokryly dotace Euroregionu (program INTERREG V-A Česká republika – Polsko). Pozemky pod rozhlednou byly před stavbou odkoupeny městem od soukromého majitele.

## Okolí rozhledny
V blízkém okolí bylo postaveno parkoviště a také umístěno několik laviček ve tvaru šachových figur (střelec, věž, jezdec, pěšák). Rozhledna se nachází na okraji obce Veselí, také se v blízkosti nachází věž radioreleového spojení Vysílač Veselský kopec a také dvě větrné elektrárny. Cca 2 kilometry od rozhledny se nachází Flascharův důl. V okolí rozhledny najdete rozmístěné také informační tabule, které poukazují na další zajímavá turistická místa v okolí.

## Výhled

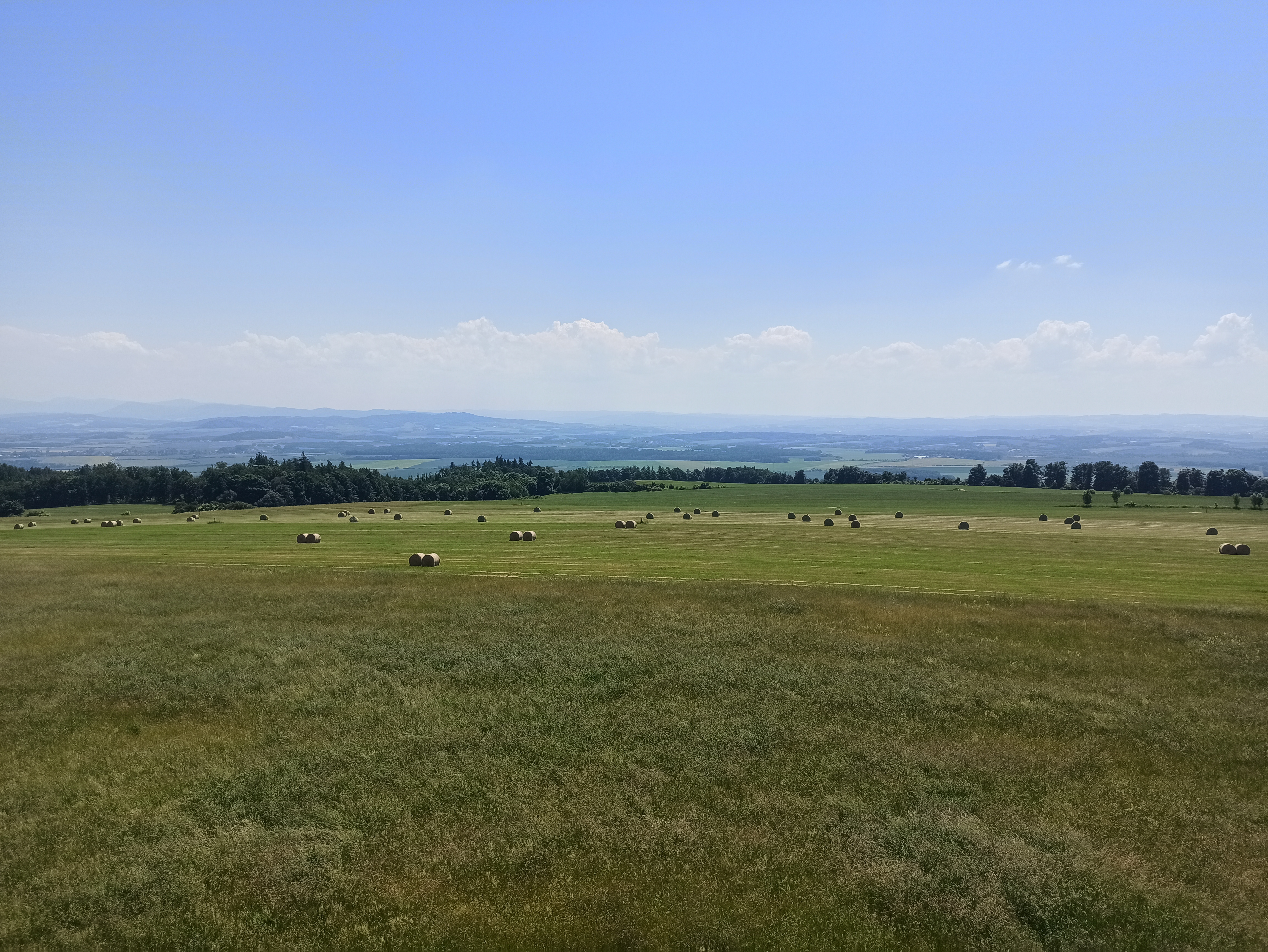
Výhled jihovýchodním směrem

Z rozhledny je půlkruhový rozhled na Vítkovské vrchy, Oderské vrchy, Beskydy, Hostýnské vrchy a Moravskou bránu. Rozhledna má i nabízet rozhled na sever přes vrchol Veselského kopce podle logiky - Veselský kopec 557 m n. m., kóta rozhledny 547 m n. m. a výška plošiny nad terénem 9,5 metru, tzn. že by mělo jít vidět přes kopec, toto tvrzení je ale sporné.[ve zdroji nenalezeno]